# Brunon Kowalski

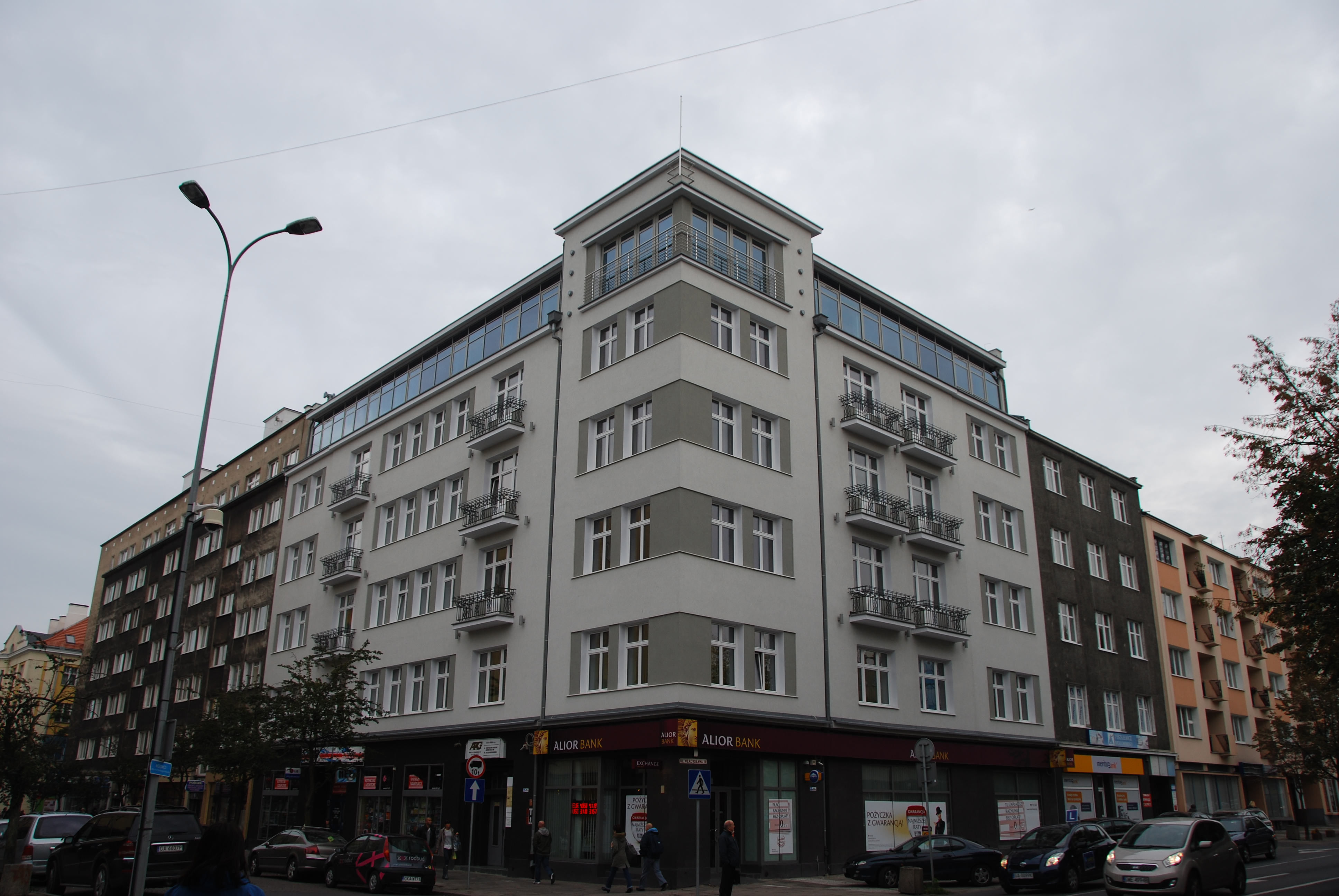
Kamienica T. Górskiego, projektu Brunona Kowalskiego, 1931 rok. Gdynia, ul. Starowiejska 17

Brunon Bolesław Kowalski (ur. 31 lipca 1886 w Mezowie, zm. 9 lutego 1935 w Gdańsku) – budowniczy, architekt miasta Gdyni, przedsiębiorca budowlany, członek Magistratu Gdyni (1926), członek Komisji Budowlanej, członek Komitetu Rozbudowy Miasta Gdyni.

## Życiorys
Urodził się jako drugi syn z pięciorga rodzeństwa w rodzinie kaszubskiej o tradycjach budowlanych. Ojciec Brunona Kowalskiego, Jan Kowalski (1855-1922) prowadził i był właścicielem dużej cegielni w Łapalicach koło Kartuz.

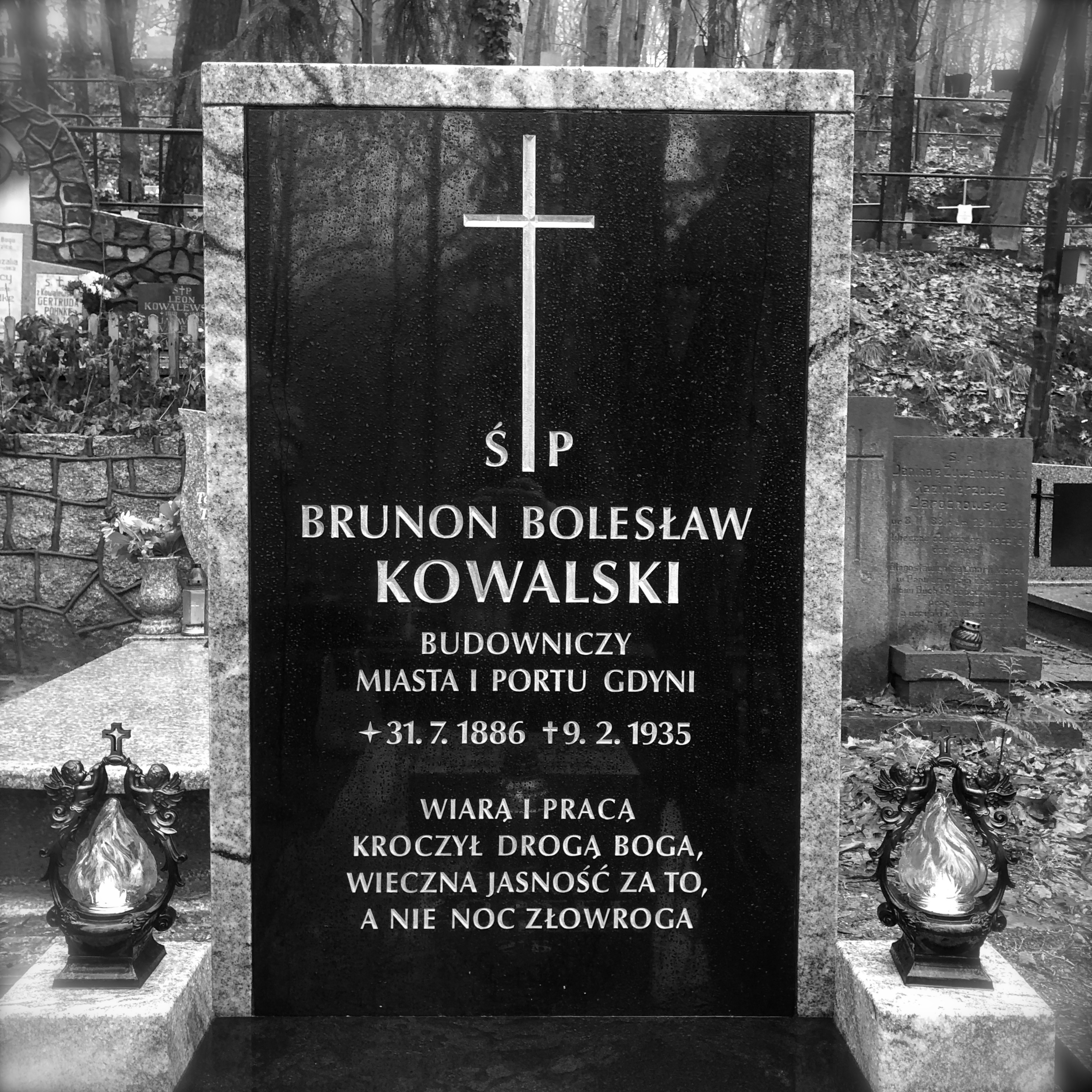
Nagrobek Brunona Bolesława Kowalskiego

Zmarł na zapalenie płuc na Akademii Medycznej w Gdańsku 9 lutego 1935. Został pochowany na cmentarzu Witomińskim w Gdyni (kwatera 3-6-15).

## Działalność budowlano-architektoniczna
Ukończył Państwową Szkołę Budownictwa w Poznaniu. Po zakończeniu nauki przybył do Kartuz, aby odbyć praktykę u niemieckiego przedsiębiorcy budowlanego Wilhelma Tribes (przy ul. Jeziornej). 
W 1921 przeprowadził się do Gdyni, gdzie mieszkał początkowo na Kamiennej Górze. W 1927 nabył od rodziny Górskich plac pod budowę własnej willi przy ulicy Świętojańskiej 134.
26 stycznia 1928 zarejestrował przedsiębiorstwo budowlane „B. Kowalski, Budowniczy – Przedsiębiorstwo Budowlane”, mające swoją siedzibę w niezachowanej obecnie oficynie willi Kowalskiego przy ulicy Świętojańskiej 127 (ob. 134). Firma zatrudniała 150 pracowników, głównie pochodzących z Kaszub (w tym członków rodziny Kowalskiego).

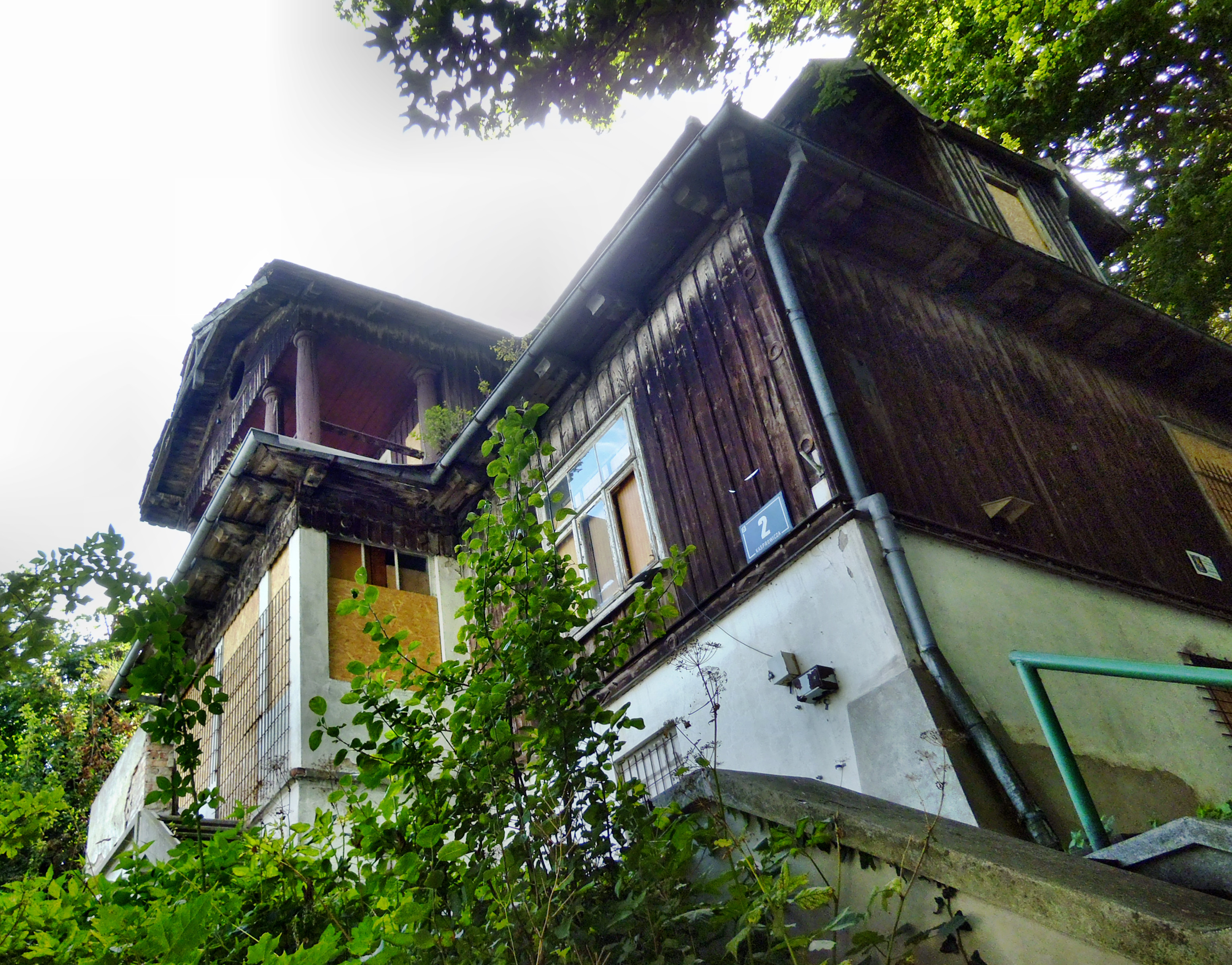
Villa "Orla", ul. Kasprowicza 2, Gdynia Kamienna Góra.

Jest autorem projektów kilku willi na Kamiennej Górze w Gdyni:  
- willa przy ul. Sienkiewicza 10 (pocz. lat 20.; pierwszy właściciel płk inż. arch. Lemeis, Warszawa; styl dworkowy);
- willa „Rusałka” przy ul. Mariackiej 4 (1926-1931; pierwszy właściciel Józef Raźniewski, dyrektor kopalni "Saturn" w Sosnowcu; styl klasycyzm tzw. warszawski);
- willa przy ul. Wyspiańskiego 25 (pierwszy właściciel Bogna Bogdańska, Warszawa; styl historyczny nawiązujący do renesansu włoskiego);
- willa „Orla”  przy ul. Kasprowicza 2 (1927 - 1928; pierwszy właściciel inż. Franciszek Drobniak, Kraków; styl zakopiański. W tym samym roku budowniczy wybudował dodatkowo biuro z mieszkaniem dla inż. Drobniaka przy dawnej Szosie Gdańskiej)[3];
- willa "Zgoda"  przy ul. Paderewskiego 17 (1927, wzniesiona dla Antoniny Erbrichówny, Warszawa, styl dworkowy, nie istnieje)[4].

W 1927 budowlaniec - architekt przebudował i rozbudował obiekty po dawnym folwarku Steinberg na  pensjonat "Belweder" przy ul. Korzeniowskiego 9 (nie istnieje).  
Większość tych realizacji utrzymana jest jeszcze w stylistyce historyzmu romantyczno-narodowego oraz w stylu zakopiańskim – willa Orla. W stylu klasycyzmu akademickiego została zaprojektowana i wybudowana według planów Kowalskiego jego własna willa przy ulicy Świętojańskiej 134 (1926), następnie dom dla Ignacego Westphal przy ul. Antoniego Muchowskiego 16 (1926) w Oksywiu oraz kamienica z lizenami porządku jońskiego radnego Teodora Miotk przy ul. Pułkownika Stanisława Dąbka 52 (1928) w Oksywiu. 
W czerwcu 1927  Magistrat miasta Gdynia polecił Kowalskiemu wykonanie prac ziemnych, murarskich, kamieniarskich oraz ciesielskich przy budowie szkoły powszechnej przy ulicy 10 Lutego. 
W późniejszej fazie budowniczy projektował już w duchu wczesnego modernizmu, czego przykładem są kamienice wielkomiejskie w centrum Gdyni: Franciszka Schrödera, przy ul. Starowiejskiej 16 (1928), Teodora Górskiego, przy ul. Starowiejskiej 17 (1931), następnie  Dom Ludowy (1932) przy ul. Pułkownika Stanisława Dąbka 47 na zlecenie ówczesnego proboszcza ks. Klemensa Przewoskiego oraz kilka domów w Oksywiu. 
Po śmierci Brunona Kowalskiego jego przedsiębiorstwo zostało przejęte przez inż. Józefa Langiewicza, architekta budowlanego (do 1939). Przedsiębiorstwo istniało pod nazwą „Przedsiębiorstwo Robót Budowlanych Józef Langiewicz, dawniej B. Kowalski”.
J. Langiewicz zaprojektował modernistyczny dom (1936) dla rodziny Kowalskich w Mezowie (k. Kartuz).
Był żywo zaangażowany w budowę miasta i portu w Gdyni, będąc członkiem wielu komisji związanych z jego powstaniem:
- członek Komisji Budowlanej (od 1927)[11];
- członek Komitetu Rozbudowy Miasta Gdyni (od 1926)[12];
- członek Związku Przemysłowców Budowlanych w Gdyni (od 1927);
- członek Komisji Walących się Domów (od 1927)[13];
- członek Komisji Szacunkowej dla I strefy obejmującej ul.Świętojańską – Szosę Gdańską do ul. Podjazdowej[14];
- członek specjalnej komisji powołanej w sprawie budowy wiaduktu Świętojańskiego (1930)[15].